# Paracelsus

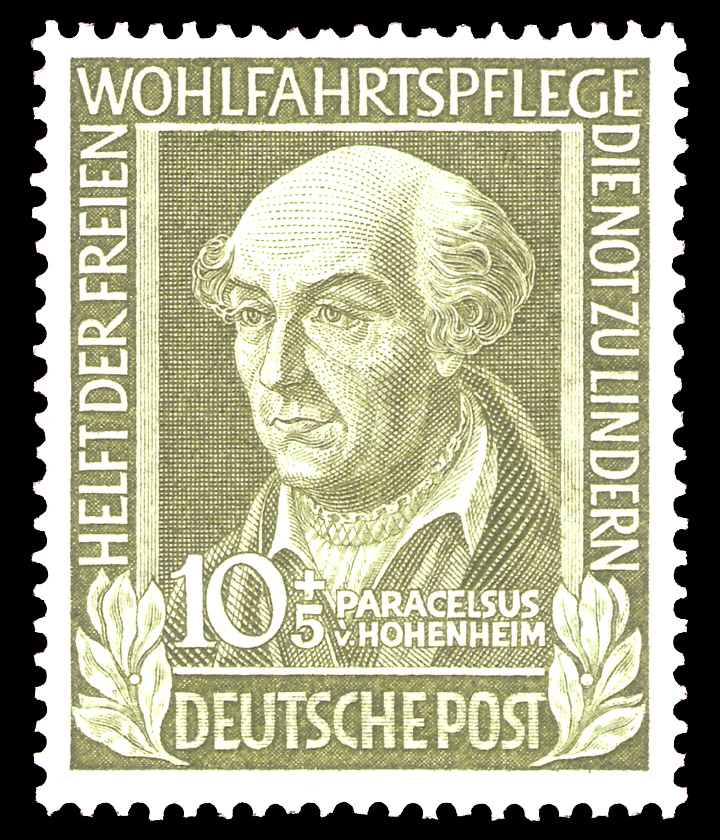
Paracelsus na znaczku

Paracelsus, właśc. Phillippus Aureolus Theophrastus Bombastus von Hohenheim (ur. 11 listopada lub 17 grudnia 1493 w Einsiedeln, Szwajcaria, zm. 24 września 1541 w Salzburgu, obecnie  Austria) – lekarz i przyrodnik, zwany ojcem medycyny nowożytnej. Pionier jatrochemii.

## Życie

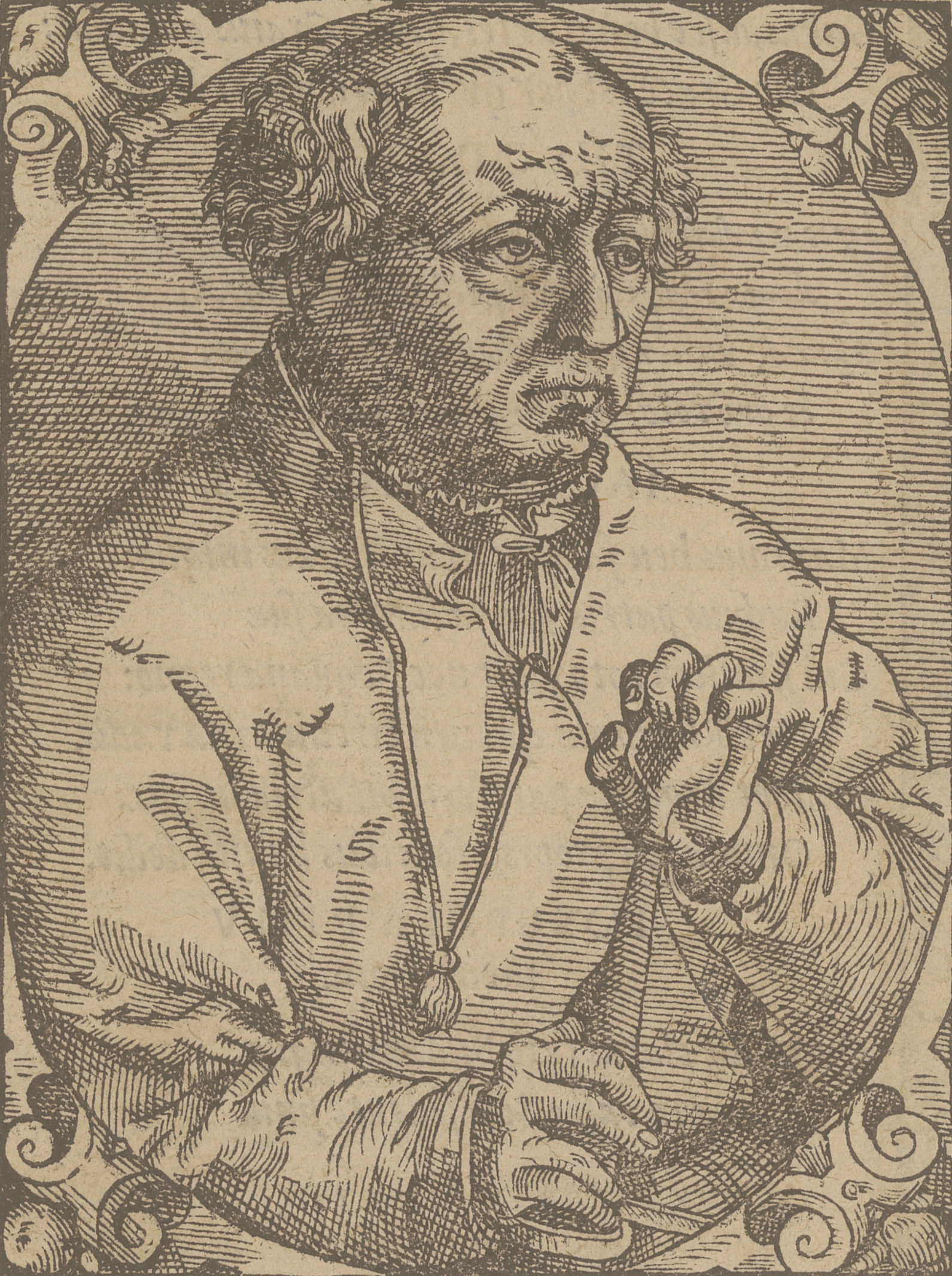
Paracelsus na grafice Tobiasa Stimmera (1587)

Był synem lekarza Wilhelma Bombasta z Hohenheim. Uczęszczał do wielu szkół wyższych, w Wiedniu i w Ferrarze zapoznał się z dorobkiem naukowym Klaudiusza Galena; już jako student sprzeciwiał się dogmatycznemu schematyzmowi i uczonym autorytetom; mimo to w 1515 roku uzyskał na uniwersytecie w Ferrarze tytuł doktora.
Medyk miejski w Bazylei. Od 1526 roku profesor Uniwersytetu Bazylejskiego, gdzie – wbrew obyczajom – nauczał nie po łacinie, lecz po niemiecku, dając się poznać z krytycyzmu i ciętego języka, wymierzonego we wszystkie ówczesne autorytety. Poglądy oraz skłonności polemiczne Paracelsusa niebawem sprawiły, że pokłócił się on z kolegami po fachu, aptekarzami i rajcami miejskimi. Na początku 1528 roku musiał uciekać z Bazylei – w ten sposób rozpoczął tułaczkę po miastach południowoniemieckich, szwajcarskich i austriackich. W 1541 roku ponownie trafił do Salzburga i tam umarł w nędzy. Od 1752 roku jego szczątki spoczywają w przedsionku kościoła św. Sebastiana. 
Przeprowadzone w 1990 badania metryczne i analiza chemiczna szkieletu Paracelsusa wykazały, że miał on około 160 cm wzrostu, w wyniku zatrucia rtęcią stracił wszystkie zęby, cierpiał na zapalenie wyrostka sutkowatego, zaś jego szczególnie szeroka miednica sugerowała jakąś formę hermafrodytyzmu. Wiadomo jednak, że od dziecka doskwierała mu krzywica, która mogła odpowiadać za takie deformacje tkanki kostnej w obrębie miednicy.  Z drugiej strony, nawet bliskie mu osoby, jak Jan Oporinus, osobisty sekretarz Paracelsusa, powiązały ten fakt z jego całkowitym brakiem zainteresowania kobietami oraz krążące jeszcze za życia alchemika plotki o jego kastracji.

## Poglądy filozoficzne i wkład w rozwój nauk medycznych
Uważał, że medycyna powinna być ugruntowana w poznaniu Boga i natury. Do poznania rzeczy – a także chorób oraz terapii – niezbędne są, z jednej strony, dowody empiryczne, z drugiej zaś – i to według niego było znacznie ważniejsze – ujęcie spraw w całości: Albowiem człowieka można ująć jedynie z punktu widzenia makrokosmosu, człowiek nie może się poznać sam z siebie. Lekarz staje się doskonały dopiero wtedy, gdy zda sobie sprawę z tej zgodności (Opus Paramirum). Paracelsus uważał, że ciało materialne to jedynie jakaś część niewidzialnego dla zwyczajnego obserwatora ciała doskonałego. Jeśli jednak człowiek, za sprawą nieustannych starań o boskie oświecenie, dostąpi udziału w boskim ogniu, wówczas będzie on mógł ujrzeć świat w innej perspektywie, w świetle natury (Opus Paramirum) – taka perspektywa przystoi też lekarzowi. Paracelsus uważał, że lekarz, jeśli ma odpowiednio wykonywać swą pracę, oprócz łaski boskiej potrzebuje znajomości i biegłości w czterech dyscyplinach: filozofii, astronomii, alchemii i etyce (proprietas).
Paracelsus zapoczątkował i znacznie rozpowszechnił ideę jatrochemii; był jednym z najważniejszych reprezentantów (obok Andreasa Libaviusa) tego kierunku w nauce.
Paracelsus badał wiele substancji chemicznych pod kątem wykorzystania ich jako leki. Badał też ich właściwości trujące, można go więc uznawać także za ojca toksykologii. Jest autorem słynnej wypowiedzi: Cóż jest trucizną? Wszystko jest trucizną i nic nie jest trucizną. Tylko dawka czyni, że dana substancja jest trucizną (łac. Omnia sunt venena, nihil est sine veneno. Sola dosis facit venenum). Dzięki temu stwierdzeniu jest uważany za ojca hormezy.
Ważny wkład miał również w rozwój ziołolecznictwa. Rozwinął starą naukę o sygnaturze. Uważał, że Bóg dał ludziom lek (arcanum) na każdą chorobę i aby ułatwić im szukanie dodał odpowiednie znaki zewnętrzne (sygnatury). W związku z tym Paracelsus ordynował rośliny o liściach nerkowatych na choroby nerek, surowce żółte na żółtaczkę, a makówki na bóle głowy. Paracelsus opracował też metody przetwarzania surowców roślinnych tak, aby wydobyć z nich arcanum – dziś nazwalibyśmy je aktywnym składnikiem. Z tego względu uważa się go za ojca fitochemii i farmakognozji.
Posługiwał się astrologią, stosował również nowoczesne wówczas metody naukowe, takie jak doświadczenia i obserwacja pacjentów. Stosował dawkowanie leków, oraz leczenie różnych chorób odmiennymi specyfikami. Wprowadził szereg nowych leków, m.in. rtęć na syfilis, oraz szereg soli metali i opium. Wprowadził takie terminy fizykochemiczne, jak alkohol i gaz, jak i termin filozoficzny archeus.

## Dzieła
- Die grosse Wundarzney, Ulm 1536.
- Opus Chirurgicum. Bodenstein, Basel 1581.
- Chirurgische Bücher und Schriften, Basel 1591 und 1605.
- Strassburger Ausgabe (wydanie strasburskie), 1603 (pisma medyczne i filozoficzne)
- Opera omnia medico-chemico-chirurgica, Genewa, t. 1–3, 1658.
- Philosophia magna, tractus aliquot, Kolonia 1567.
- Philosophiae et Medicinae utriusque compendium, Basel 1568.
- Astronomia Magna (znane też jako Philosophia Sagax), 1537.
- Opus puramirum.
- De natura rerum.